# Tachoires
Tachoires (auf Okzitanisch Taishoèras) ist eine französische Gemeinde mit 112 Einwohnern (Stand 1. Januar 2022) im Département Gers in der Region Okzitanien. Sie gehört zum Arrondissement Mirande und zum Kanton Astarac-Gimone.
Nachbargemeinden sind Monferran-Plavès im Nordwesten, Lamaguère im Norden, Simorre im Osten, Betcave-Aguin im Südosten, Moncorneil-Grazan im Süden, Pouy-Loubrin im Südwesten und Seissan im Westen.

## Bevölkerungsentwicklung
| Jahr      | 1962 | 1968 | 1975 | 1982 | 1990 | 1999 | 2008 | 2016 |
| --------- | ---- | ---- | ---- | ---- | ---- | ---- | ---- | ---- |
| Einwohner | 112  | 106  | 98   | 102  | 100  | 101  | 97   | 97   |

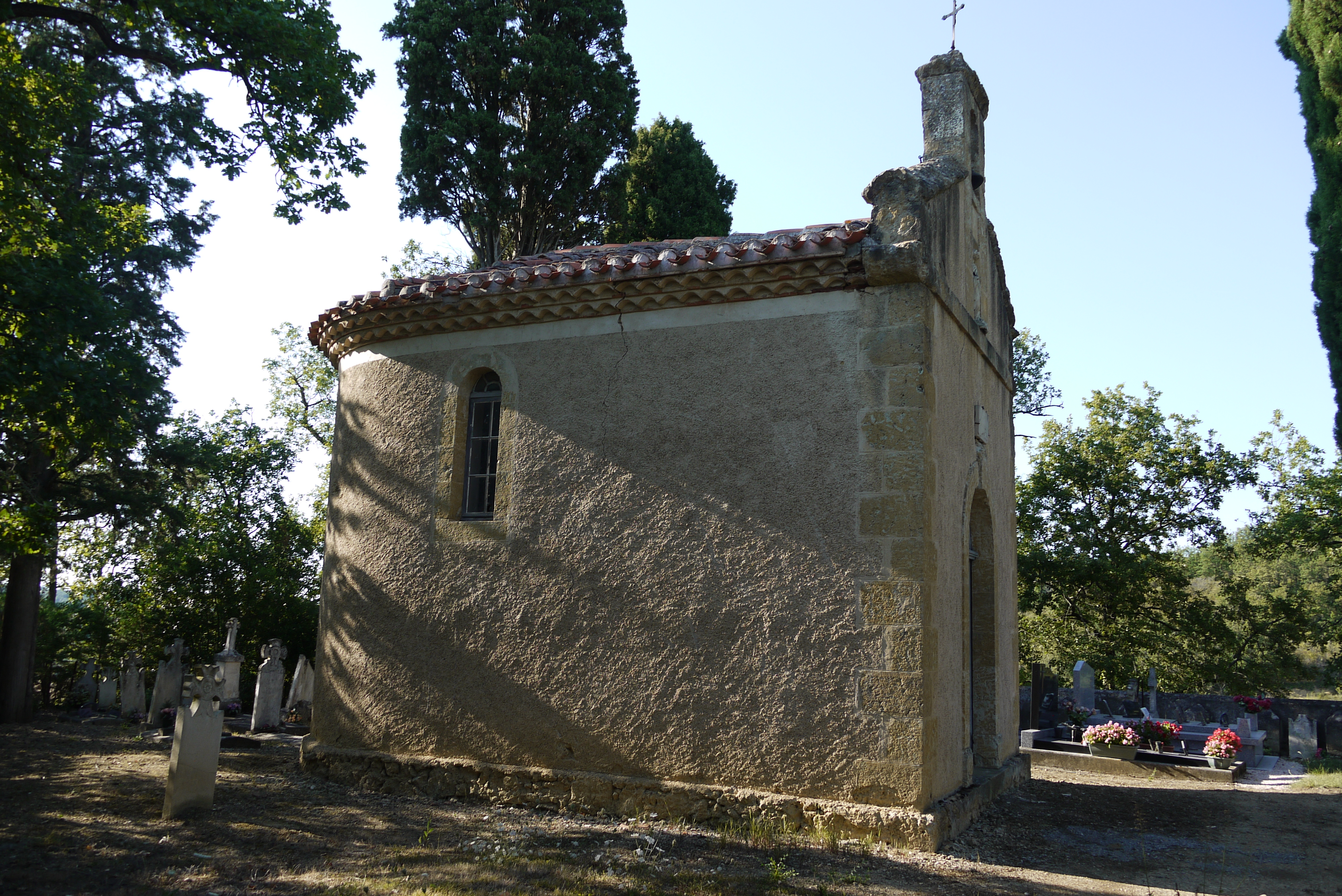
Chapelle des Téoulès
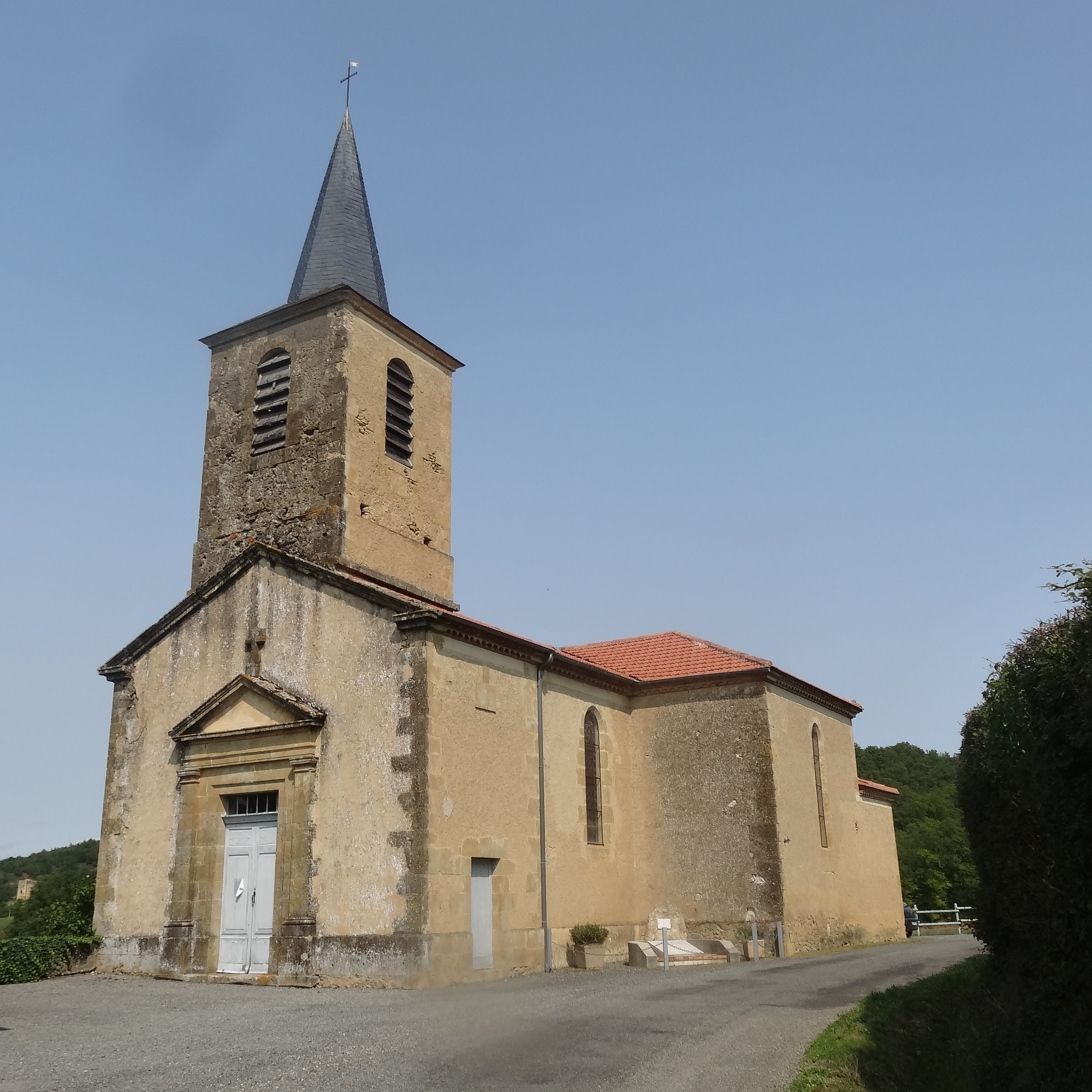
Kirche Saint-Pierre
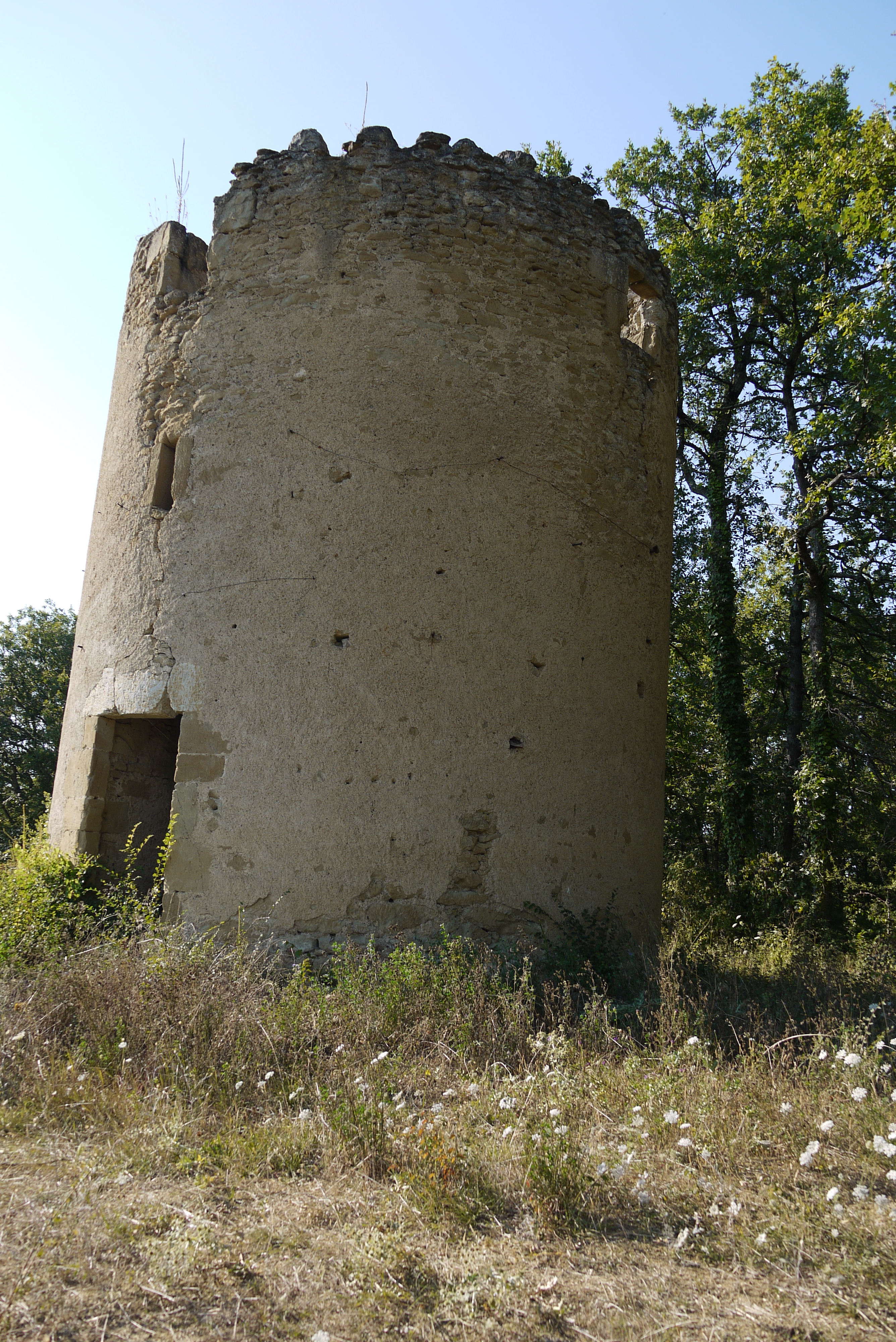
Überreste einer Windmühle
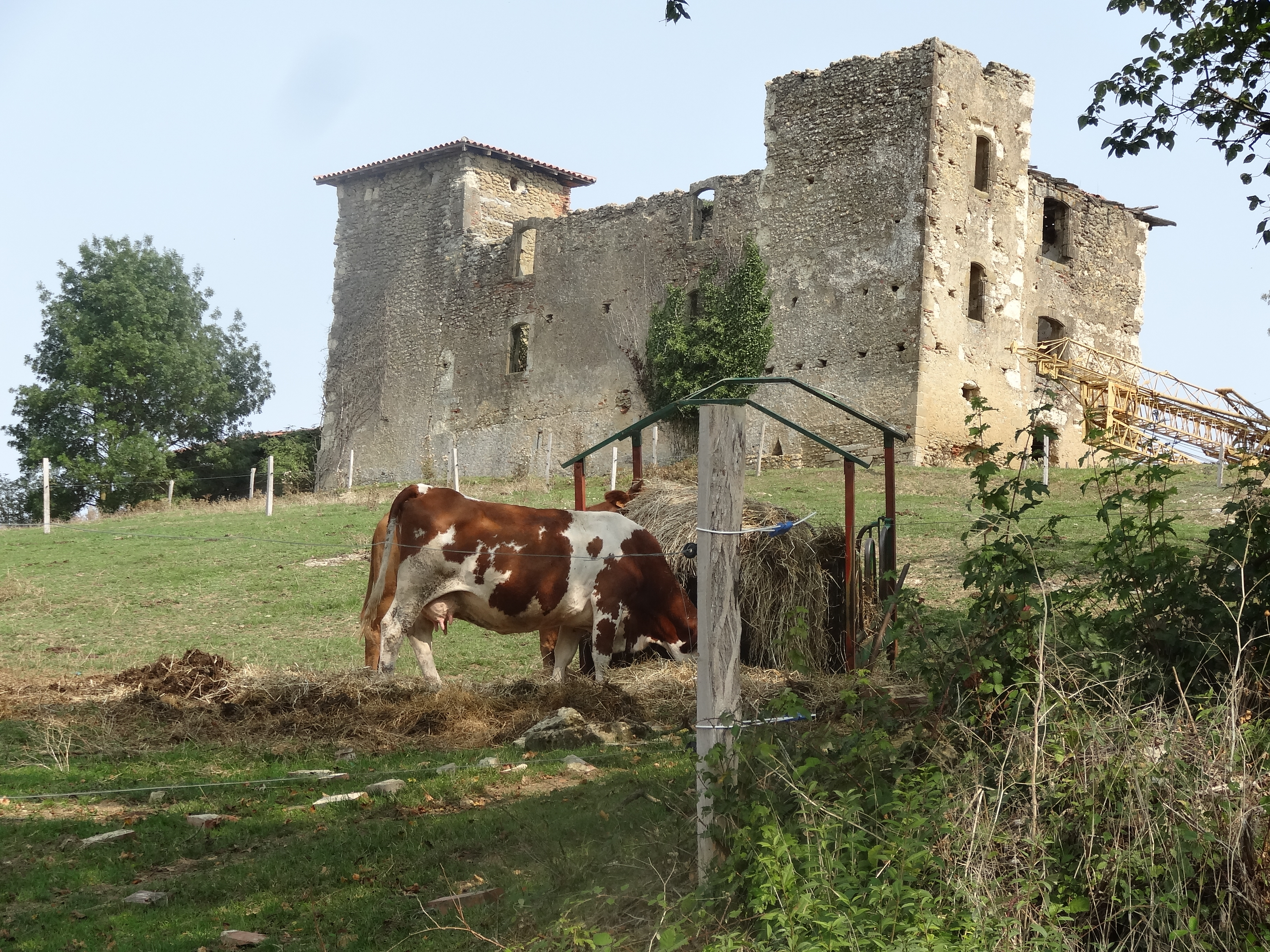
Château de Laumède